# 에퀴닉스
에퀴닉스(Equinix, Inc.)는 미국 캘리포니아주 레드우드시티에 본사를 두고 있으며 인터넷 연결 및 데이터 센터를 전문으로 하는 미국의 다국적 기업이다. 이 회사는 5개 대륙, 33개국에 260개의 데이터 센터를 보유하고 있는 글로벌 코로케이션 데이터 센터 시장 점유율의 선두주자이다.
나스닥 증권 거래소에 EQIX라는 종목 코드로 상장되어 있으며, 2023년 12월 기준 전 세계적으로 약 13,000명의 직원을 보유하고 있다. 2015년 1월 부동산투자신탁(REIT)으로 전환하였다.

## 데이터 센터

### 위치
- 아메리카: 미국, 브라질, 캐나다, 콜롬비아, 칠레, 멕시코, 페루
- 아태평양: 오스트레일리아, 중국, 홍콩, 인도네시아, 일본, 대한민국, 싱가포르, 인도, 말레이시아
- 유럽 및 중동: 불가리아, 핀란드, 프랑스, 독일, 아일랜드섬, 이탈리아, 네덜란드, 폴란드, 포르투갈, 스페인, 스웨덴, 스위스, 튀르키예, 아랍에미리트, 영국

## 같이 보기
- 클라우드 컴퓨팅
- 인터넷 익스체인지 포인트
- 피어링